# Picot andí meridional
El picot andí meridional (Colaptes rupicola) és una espècie d'ocell de la família dels pícids (Picidae).

## Hàbitat i distribució
Viu sobre praderies i conreus del Perú, Bolívia, nord de Xile i nord-oest de l'Argentina.